# 學園帥哥
《學園帥哥》是一部由日本的欲求腐滿團隊在2010年發佈的戀愛遊戲作品。

## 開發歷程
2008年時，八名日本東北藝術工科大學的學生組成了欲求腐滿團隊（日語：チーム欲求腐満），在第九屆Niconico動畫祭時展出了學園帥哥的預告影片，雖然落選，但卻獲得了比預期更高的評價，便開始製作遊戲，並在2010年8月29日時，於COMITIA93發佈。在那之後又推出了諸多改版與外傳遊戲。
2013年11月推出小說，由PHP研究所出版。2015年8月推出OVA，2016年10月播出短動畫。

## 劇情
主角轉入了以帥哥聞名的薔薇門學園，在那裡與七年不見的青梅竹馬相遇，同時、又邂逅了諸多各具特色的帥哥。
本作特色在於大多數的主要角色都有著狹長尖銳的下巴，並且有許多以尖銳下巴為主題而發展的劇情，例如作品中有「美劍學長以尖銳的下巴刺進足球社員A的胸口致其流血，主角為了阻止變成『下巴殺人魔』的美劍學長而奔走」的異想天開情節。

## 登場人物
- 「聲優」以OVA遊戲版 / OVA動畫版 順序記載

主角
声 - 時緒カケル / 花江夏樹
本作的主角，在遊戲中為玩家自行命名。小說版、OVA與動畫版的名字是前田良樹。
薔薇門學園的二年級學生。個性雖然和善、但也有毒舌的一面。
西園寺輝彦
声 - 丼斗クライ→音狐路地 / 鈴木裕斗
薔薇門學園的教師，主角的班導師，美術社的顧問。
與美劍咲夜的關係很差，經常起衝突。
美劍咲夜
声 - 江愚座イル→BBキング∞金×金∞ / 木村良平
縣內實力頂尖的足球社社員，會不分場合地踢球射門、造成其他學生的困擾，是不良學生。
擁有本作中最尖銳的下巴。
鏡蓮兒
声 - 伊集院吉田 / 野宮一範
成績頂尖的學生會長，大企業的富二代，相當看不起庶民。
早乙女拓也
声 - 崖乃上野歩ニヨ / 柿原徹也
主角的青梅竹馬，讀書和運動都不怎麼在行，家裡經營御好燒店。
志賀慎吾
声 - 葉売乃動区シロ / 鶴岡聰
轉入薔薇門學園的轉學生，舉止相當神秘，能夠做出在空中飛行、張開結界等超能力。
夏目次郎
声 - 北雄大→Takaaki / 楠大典
薔薇門學園第五任校長，金髮、戴墨鏡，完全沒有一般校長的樣子，個性非常好、經常幫助主角的戀愛發展。
優
声 - 物乃ケヒメ→10Re; / 明坂聰美
小學二年級學生，主角的妹妹。
完全版第二周目以後揭露是有著女裝癖的弟弟。

## 音樂
學園帥哥主題曲
「デンジャラス☆エデン」
作詞 - チーム欲求腐満 / 作曲・編曲・歌 - 江戸っ子ハイソサエティー
學園帥哥養成遊戲插入曲
「鏡の中のME」
作詞・作曲 - 木足利根曽 / 編曲 - s_e_beat / 歌 - 美剣咲夜（キンキン）
「Legend of Sexy」
作詞・作曲 - 木足利根曽 / 編曲 - s_e_beat / 歌 - 美剣咲夜（キンキン）

## 相关作品

### OVA
學園帥哥 The Animation
於2015年8月28日發售，全長約30分鐘，有動畫版、遊戲版兩種配音。預約特典是所有角色都由早乙女拓也的配音員配音。
工作團隊
- 原作 - 欲求腐滿團隊
- 監督 - 木足利根曾
- 角色設計 - 木足利根曽、椿姫雪奈、ラブスカイRyo、ラヴミーテンダーぷりん、流れ星コスモ
- 美術監督 - 椿姫雪奈
- 色彩設計 - タイガー麻里子
- 攝影 - 中田彩乃
- 編輯 - 見瑠区ココア
- 音響監督 - 藤原もりじ
- 製作人 - 佐藤宙史
- 動畫製作 - 欲求腐滿團隊
- 製作 - 欲求腐滿團隊

### 動畫
2016年10月4日開始播放，為短動畫。
工作團隊
- 監督 - 木足利根曾
- 角色設計 - 木足利根曽、椿姫雪奈、ラブスカイRyo、ラヴミーテンダーぷりん、流れ星コスモ
- 動畫製作 - 欲求腐滿團隊
- 製作 - 東北PENET

### 各集列表
| 集數   | 標題                           | 片尾插畫               |
| ------ | ------------------------------ | ---------------------- |
| 第1話  | 歡迎來到薔薇門高校             | 木足利根曽             |
| 第2話  | 小鹿亂撞！薔薇門高校           | ラヴミーテンダーぷりん |
| 第3話  | 志賀，心情不好！？             | 美比丸ジーティ         |
| 第4話  | 激鬥！帥哥軍團                 | 流れ星コスメ           |
| 第5話  | 全力以赴運動會GOGOGO！         | ヒョーゴノスケ         |
| 第6話  | 鏡君優雅的1日                  | 井戸ぎほう             |
| 第7話  | 美劍學長讀者模特兒傳說         | フォビドゥン澁川       |
| 第8話  | 美劍學長讀者模特兒傳說（後篇） | 幻想夜曲               |
| 第9話  | 極上！貓咖啡委員長             | TCB                    |
| 第10話 | 御好燒革☆命                    | 倒神神倒               |
| 第11話 | 不停止！藝術革命！             | 水野しず               |
| 第12話 | 帥哥永垂不朽！                 | 木足利根曽             |

## 外部連結
- 學園帥哥官方網站（页面存档备份，存于）
- 電視動畫官方網站（页面存档备份，存于）
- 電視動畫「學園帥哥」官方推特的X（前Twitter）